# Politikåret 1921

## Händelser

### Januari
- 26 januari - Sveriges riksdag antar för andra gången (första gång 24 maj 1919) rösträttsreformen.[1] Därmed införs Kvinnlig rösträtt och det råder nu Allmän rösträtt och lika rösträtt för män och kvinnor.

### Februari
- 23 februari – Hjalmar Branting efterträder Oscar von Sydow som Sveriges statsminister.[2]

### Mars
- 4 mars – Warren G. Harding tillträder som USA:s president.[3]

### Juni
- 22 juni - Otto Blehr efterträder Otto Bahr Halvorsen som Norges statsminister.[4]
- 24 juni – Nationernas förbund beslutar att Åland ska tillhöra Finland.[5]

### Juli
- 4 juli - Ivanoe Bonomi efterträder Giovanni Giolitti som Italiens konseljpresident.[6]

### Augusti
- 14 augusti - Folkrepubliken Tuva utropas.[7]
- 23 augusti - Kungariket Irak utropas.[8]

### September
- 12 september - De fem första kvinnorna väljs in i Sveriges riksdag. I första kammaren: Kerstin Hesselgren invald av liberaler och socialdemokrater till Liberala samlingspartiet (lib.s.) I andra kammaren: Bertha Wellin (Lantmanna och borgarepartiet), Agda Östlund (s), Nelly Thüring (s) och Elisabeth Tamm (lib.s.).

### Oktober
- 13 oktober - Hjalmar Branting efterträder Oscar von Sydow som Sveriges statsminister.[2]

### December
- 29 december - William Lyon Mackenzie King efterträder Arthur Meighen som Kanadas premiärminister.[9]

## Organisationshändelser
- 6 mars – Partido Comunista Português bildas.
- 8 maj – Rumänska kommunistpartiet bildas.
- 1 juli – Kinas kommunistiska parti bildas.
- September – Belgiens kommunistiska parti bildas.
- 7 november – Nationella fascistpartiet bildas i Italien.
- Okänt datum – Abchaziens kommunistiska parti bildas.
- Okänt datum – Italienska kommunistpartiet bildas.
- Okänt datum – Mongoliska folkets revolutionära parti bildas.
- Okänt datum – Spaniens kommunistiska parti bildas.
- Okänt datum – Sverges socialdemokratiska vänsterparti bildas.
- Okänt datum – Sydafrikas kommunistiska parti bildas.

## Val och folkomröstningar
- 12 september – Andrakammarval i Sverige.
- September – Förstakammarval i Sverige.

## Födda
- 11 januari – Héctor García Godoy, Dominikanska republikens president 1965–1966.
- 22 februari – Jean-Bédel Bokassa, Centralafrikanska republikens president 1966–1976, därefter självutnämnd kejsare till 1996.
- 9 april – Yitzhak Navon, Israels president 1978–1983.
- 10 maj – Hugo Banzer, Bolivias president 1971–1978 och 1997–2001.
- 8 juni – Suharto, Indonesiens president 1967–1998.
- 1 juli – Seretse Khama, Botswanas förste president 1966–1980.
- 28 augusti – Lidia Gueiler Tejada, Bolivias president 1979–1980.
- 2 september – Julio Adalberto Rivera, El Salvadors president 1962–1967.
- 4 oktober – Francisco Morales Bermúdez, Perus president 1975–1980.

## Avlidna
- 8 februari – Francis Hagerup, Norges statsminister 1895–1898 och 1903–1905.

### Fotnoter
1. ↑  ”100 år av demokrati”. Regeringskansliet. Regeringskansliet. 26 januari 2021. https://www.regeringen.se/pressmeddelanden/2021/01/100-ar-av-demokrati/. Läst 26 januari 2021.
2. 1 2  ”Sweden” (på engelska). World Statesmen. http://www.worldstatesmen.org/Sweden.html. Läst 2 augusti 2015.
3. ↑  ”United States” (på engelska). World Statesmen. http://www.worldstatesmen.org/United_States.html. Läst 24 september 2012.
4. ↑  ”Norway” (på engelska). World Statesmen. http://www.worldstatesmen.org/Norway.htm. Läst 2 augusti 2015.
5. ↑  ”Finland” (på engelska). World Statesmen. http://www.worldstatesmen.org/Finland.html#Aland. Läst 23 november 2012.
6. ↑  ”Italy” (på engelska). World Statesmen. http://www.worldstatesmen.org/Italy.htm. Läst 31 juli 2015.
7. ↑  ”Russia” (på engelska). World Statesmen. http://www.worldstatesmen.org/Russia.htm#Tannu. Läst 7 november 2012.
8. ↑  ”Iraq” (på engelska). World Statesmen. http://www.worldstatesmen.org/Iraq.htm. Läst 23 november 2012.
9. ↑  ”Canada” (på engelska). World Statesmen. http://www.worldstatesmen.org/Canada.html. Läst 1 augusti 2015.